# Giovanni Castrocoeli
Giovanni Castrocoeli (zm. 22 lutego 1295) – włoski kardynał.

## Życiorys
W młodości wstąpił do zakonu benedyktynów na Monte Cassino. Po przyjęciu święceń kapłańskich został prepozytem klasztoru S. Benedetto w Kapui. 17 czerwca 1282 wybrano go na stanowisko arcybiskupa Benewentu, które piastował aż do śmierci. 18 września 1294 papież Celestyn V mianował go wicekanclerzem Kościoła, 13 października tego samego roku powierzył mu administrowanie diecezją Sant’Agata de’ Goti, a 28 października mianował kardynałem prezbiterem S. Vitale. Uczestniczył w konklawe 1294. Zmarł w Benewencie.